# 中国卫通

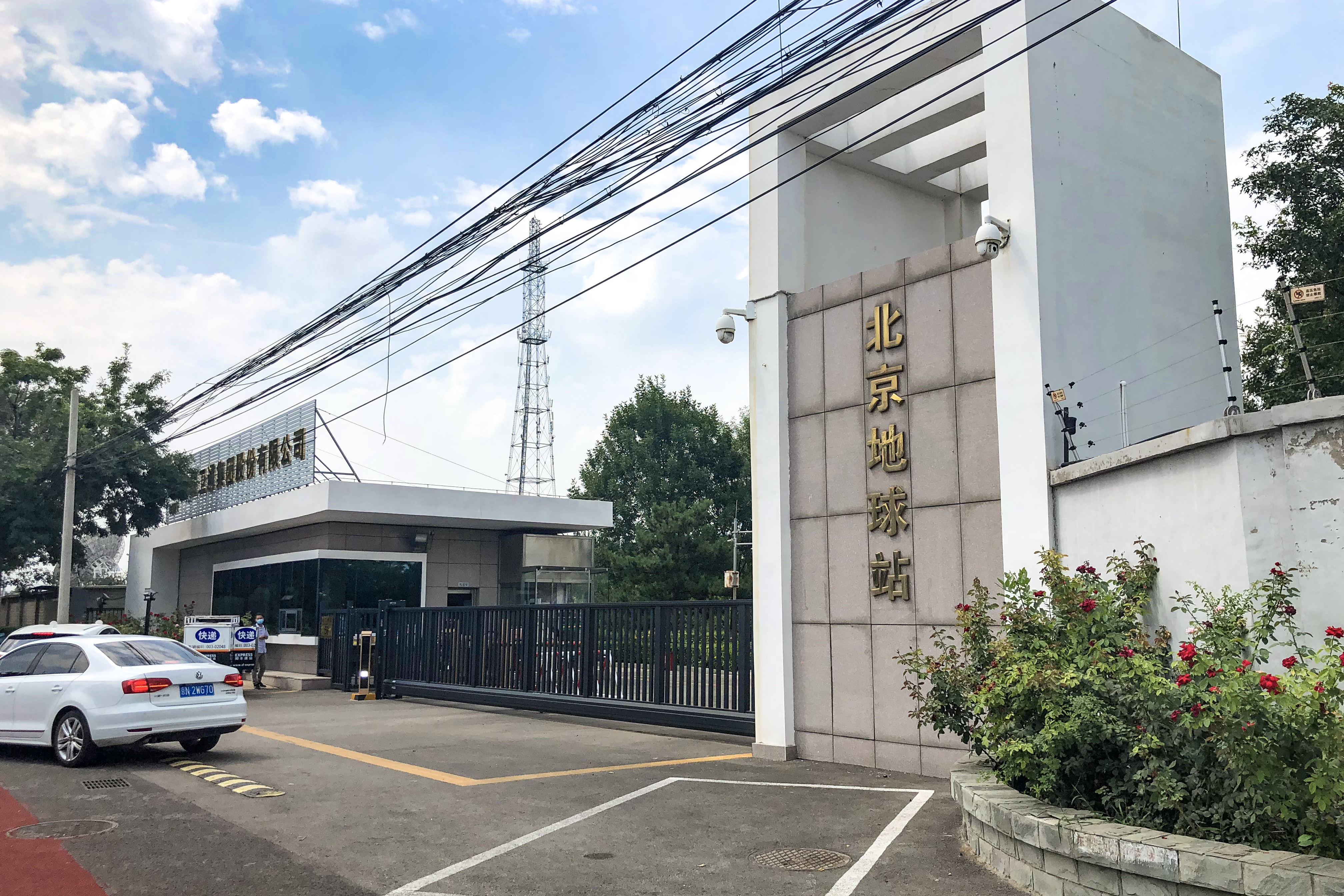
位于后厂村路59号的中国卫通北京地球站

中国卫通集团有限公司简称中国卫通，是由中華人民共和國国务院国有资产监督管理委员会监督管理的国有中央企业，于2001年12月19日正式挂牌成立。现任董事长为孙京。原董事长温云松为前任中华人民共和国国务院总理溫家寶之子。
中国卫通是原中国六大基础电信运营企业之一。2006年5月23日国务院国有资产监督管理委员会公布中国卫通的主业范围是卫星通信电视广播及其他电信服务，从事卫星通信广播电视、数字集群和卫星导航三大业务。
中国卫通目前运营管理着15颗在轨民用通信广播卫星，主要覆盖中国全境、澳大利亚、东南亚、南亚、中东以及欧洲、非洲等地区。在中國內地各省、市及自治區設有分支机构。
2008年，电信行业重组，中国卫通一分为二，一部分并入中国航天科技集团，另一部分并入中国电信。
2018年，卫通获准运营卫星移动网和卫星固网服务。

## 成员企业
中国卫星通信集团成员企业有：
- 中国通信广播卫星公司
- 中国东方通信卫星有限责任公司
- 中国四维测绘技术总公司
- 中宇卫星移动通信有限责任公司
- 中国邮电翻译服务公司
- 中寰卫星导航通信有限公司
- 北京天网信息通信有限责任公司
- 四方科润通信有限公司
- 中国卫星通信（香港）有限公司
- 中卫普信宽带通信有限公司

### 前成員
- 号百控股股份有限公司（并入中国电信）

## 争议
2013年4月29日，美国共和党议员迈克‧罗杰斯（Mike Rogers）发表声明，质疑美军非洲司令部选择中国商业卫星为美军提供通信服务，将严重威胁美国情报安全。根据《连线》（Wired）杂志，美国国防部表示，使用中国航天科技集团的“亚太七号”（Apstar-7）的决定，是基于“独特的带宽和地理需求”，且没有其它卫星公司能“覆盖更广泛的地理范围”。国防部高层官员也指出，“亚太七号”是支持目前美军“行动需要”的唯一选项。